# Neurigona valgusa
Neurigona valgusa är en tvåvingeart som beskrevs av Harmston och Wilhelm Ludwig Rapp 1968. Neurigona valgusa ingår i släktet Neurigona och familjen styltflugor.
Artens utbredningsområde är Nebraska. Inga underarter finns listade i Catalogue of Life.